# 조계현
조계현(趙啓顯, 1964년 5월 1일 ~ )은 전 KBO 리그 두산 베어스의 투수이자, 현 협성대학교의 특임교수이다.

## 선수 시절

### 아마추어 시절
군산상고 1학년 재학 시절 선배 백인호, 동료 포수 장호익과 함께 팀을 대통령배 우승으로 이끌며 크게 주목받았다.
군산상고 2학년 시절 팀을 고교 야구 3관왕에 이끌며 아마추어 시절 전성기를 구가했다.
잠실야구장 개장과 함께 부산고, 경북고, 천안북일고와 함께 군산상고를 이끌고 초청받아 호투를 펼치기도 했다.
그러나 고교 시절 1, 2학년때부터 혹사당하면서 부상으로 인해 고교 3학년 때는 큰 활약을 보여주지 못한 채 이후 강속구 투수 대열에서는
멀어졌다. 하지만 오히려 이 때문에 팔색조라는 별명에 걸맞은 다양한 구종을 장착한 투수가 되는 계기가 됐다.
연세대학교 경영학과 시절에는 투수 겸 강타자로 활약, 연고전에서는 홈런을 기록했는데 한때 원광대 동국대 진학설이  있었다.
국제 대회에서는 강호 쿠바를 상대로 완투했지만 패배했다.

### 농협 야구단 시절
1988년 해태 타이거즈의 1차 1순위 지명을 받았으나, 1988년 하계 올림픽 참가를 위해 농협 야구단에 입단하였다.

### 해태 타이거즈시절
군산상고 시절부터 단짝으로 활동한 포수 장호익은 프로에 와서도 그의 전담 포수로 활동했다.
유독 LG 트윈스를 상대로 좋은 피칭을 보였다.LG 트윈스를 상대로 9회초 2사까지 노히트노런을 한 적이 있었다.
그는 한때 팀 선배 선동열과 최다 완봉승 경쟁을 벌였다.
1993년(17승)과 1994년(18승) 최다 선발승을 기록했음에도 다른 타이틀을 차지하지 못해 2년 연속 정규 시즌 MVP에서 밀려났다. 다승왕 2회, 방어율 1회를 기록했다. 1996년 초 하와이 항명 사건의 주동자로 찍혀 다음 해인 1997년 말 삼성 라이온즈로 현금 트레이드됐다.

### 삼성 라이온즈시절
1998년에 입단하였다. 이적 후 첫 승을 네 번째 통산 세 자릿수 선발승으로 장식했음에도 기대 이하의 성적으로 방출됐다.

### 두산 베어스시절
2000년에 입단하였다. 트레이드된 뒤 현대 유니콘스와의 한국시리즈에 등판해서 호투했다. 통산 320경기에 등판해 126승(117선발승) 92패 17세이브, 3점대 평균자책점을 기록했다.

## 야구선수 은퇴 후
KIA 타이거즈에서 투수코치로 활동하다 2005년부터 2009년까지 삼성 라이온즈의 투수코치로 활동했다. 2009년 시즌 중 재활군으로 내려갔고 재계약에 실패했다. 2008년 베이징 올림픽 국가대표팀 투수코치로 금메달을 이끌었다. 2009년 11월 2일 현역에 마지막으로 몸담았던 두산 베어스의 코치로 활동하다가 베이징 올림픽 대표팀 타격코치로 함께한 김기태의 부름으로 2011년 10월 14일 LG 트윈스의 수석코치로 선임됐다. 2014년 4월 23일 김기태의 사퇴로 인해 나머지 시즌을 감독 대행으로서 이끌다가 같은 해 5월 11일 양상문이 감독으로 선임된 후 2군 감독으로 이동했다.
LG 트윈스와 계약 만료 후 김기태가 KIA 타이거즈의 감독으로 선임됐고, 김기태의 요청으로 인해 2015년 시즌부터 친정 팀 KIA 타이거즈의 수석코치로 부임했다. 2017년 시즌 후 허영택이 대표이사로 승진되며 수석코치에서 단장으로 승진됐다. 2022년부터 협성대학교의 특임교수로 활동한다.

## 별명
- '변화구의 마술사'
- '팔색조'
- '싸움닭'

## 출신 학교
- 군산남초등학교
- 군산남중학교
- 군산상업고등학교
- 연세대학교 경영학과 84학번

## 등번호

### 선수 시절
- '26' (1989년, 해태 타이거즈 시절)
- '17' (1990년 ~ 1997년, 해태 타이거즈 시절)
- '27' (1998년 ~ 1999년, 삼성 라이온즈 시절)
- '14' (2000년 ~ 2001년, 두산 베어스 시절)

### 코치 시절
- '77' (2002년 ~ 2009년, KIA 타이거즈 & 삼성 라이온즈 시절)
- '75' (2010년 ~ 2011년, 두산 베어스 시절)
- '71' (2012년 ~ 2014년, LG 트윈스 & LG 트윈스 시절)
- '76' (2015년 ~ 2017년, KIA 타이거즈 시절)

## 통산 기록
| 연도 | 소속 팀 | 평균 자책 | 경기수 | 승  | 구원승 | 패 | 세이브 | 이닝     | 피안타 | 4사구 | 탈삼진 | 실점 | 자책점 | 기타                                    |
| ---- | ------- | --------- | ------ | --- | ------ | -- | ------ | -------- | ------ | ----- | ------ | ---- | ------ | --------------------------------------- |
| 1989 | 해태    | 2.84      | 31     | 7   | 1      | 9  | 4      | 174      | 153    | 73    | 97     | 64   | 55     |                                         |
| 1990 | 해태    | 3.28      | 30     | 14  | 1      | 13 | 0      | 178 ⅓    | 144    | 81    | 130    | 73   | 65     |                                         |
| 1991 | 해태    | 3.25      | 21     | 9   | 0      | 9  | 0      | 130 ⅓    | 100    | 54    | 75     | 50   | 47     |                                         |
| 1992 | 해태    | 2.94      | 37     | 10  | 7      | 6  | 12     | 156      | 123    | 59    | 98     | 64   | 51     |                                         |
| 1993 | 해태    | 2.15      | 28     | 17  | 0      | 6  | 1      | 196 ⅓    | 141    | 58    | 118    | 54   | 47     | 최다 다승                               |
| 1994 | 해태    | 2.61      | 27     | 18  | 0      | 5  | 0      | 210      | 171    | 68    | 135    | 69   | 61     | 최다 다승 공동(조계현, 이상훈)          |
| 1995 | 해태    | 1.71      | 19     | 9   | 0      | 6  | 0      | 126      | 97     | 43    | 59     | 28   | 24     | 최소 평균자책점                         |
| 1996 | 해태    | 2.07      | 27     | 16  | 0      | 7  | 0      | 191 ⅔    | 145    | 52    | 116    | 51   | 44     |                                         |
| 1997 | 해태    | 3.71      | 25     | 8   | 0      | 9  | 0      | 114      | 111    | 36    | 71     | 64   | 47     |                                         |
| 1998 | 삼성    | 5.21      | 29     | 8   | 0      | 11 | 0      | 150 1/3  | 171    | 76    | 94     | 99   | 87     |                                         |
| 1999 | 삼성    | 11.51     | 12     | 0   | 0      | 3  | 0      | 20 1/3   | 36     | 15    | 16     | 27   | 26     |                                         |
| 2000 | 두산    | 3.74      | 16     | 7   | 0      | 3  | 0      | 89       | 81     | 31    | 53     | 40   | 37     |                                         |
| 2001 | 두산    | 5.28      | 18     | 3   | 0      | 5  | 0      | 87       | 99     | 38    | 38     | 53   | 51     |                                         |
| 통산 | 13시즌  | 3.17      | 320    | 126 | 9      | 92 | 17     | 1823 1/3 | 1,572  | 684   | 1,100  | 736  | 642    | 통산 다승 역대 6위,통산 선발승 역대 9위 |